# 336ª Brigata fanteria di marina delle guardie "Białystok"
La 336ª Brigata autonoma fanteria di marina delle guardie "Białystok" (in russo 336-я отдельная гвардейская Белостокская бригада морской пехоты?, 336-ja otdel'naja gvardejskaja Belostokskaja brigada morskoj pechoty, unità militare 06017) è un'unità della Fanteria di marina russa, subordinata alla Flotta del Baltico del Distretto militare di Leningrado e con base a Baltijsk.

## Storia

### Unione Sovietica
La brigata venne fondata il 21 marzo 1942 come 347º Reggimento della seconda formazione della 308ª Divisione fucilieri dell'Armata Rossa utilizzando personale proveniente dalla Scuola di Fanteria di Omsk. A maggio la divisione venne schierata vicino alla città di Saratov. A partire dal 19 agosto fu impiegata in prima linea con la 24ª Armata, ricevendo il battesimo del fuoco il 10 settembre nell'area di Kotluban'. Di fronte agli assalti tedeschi a ottobre venne ritirata a difesa di Stalingrado e riassegnata alla 62ª Armata. Il 3 novembre cedette le posizioni alla 138ª Divisione fucilieri, venendo trasferita nelle retrovie.
Per le sue azioni durante la battaglia di Stalingrado il 19 giugno 1943 la divisione venne insignita dell'Ordine della Bandiera Rossa. Dopo aver trascorso diversi mesi in riserva al fine di ripianare le perdite, fu nuovamente riportata al fronte in occasione dell'Operazione Kutuzov, venendo assegnata alla 3ª Armata. Per essersi distinta in combattimento durante la liberazione di Orël, il 25 settembre 1943 venne promossa a unità delle guardie e rinominata 120ª Divisione fucilieri delle guardie, mentre il reggimento diventò il 336º Reggimento fucilieri delle guardie.
Nel giugno 1944 la divisione prese parte all'Operazione Bagration. Fra il 5 e il 27 luglio il reggimento partecipò alle battaglie per la conquista di Białystok, venendo ufficialmente intitolato alla città il 9 agosto. Il 15 settembre venne anche insignito dell'Ordine di Suvorov di II Classe per la liberazione di Ostrołęka. Fra gennaio e aprile 1945 la divisione venne impiegata durante l'Offensiva della Prussia Orientale, durante la quale il reggimento ottenne l'Ordine di Aleksandr Nevskij. Come parte del 1º Fronte bielorusso attraversò il fiume Sprea per attaccare le posizioni tedesche a sud-ovest di Berlino. Il reggimento terminò la seconda guerra mondiale incontrandosi con le truppe dell'esercito americano sull'Elba.
Dopo la fine del conflitto la divisione venne rilocata a Minsk. Nel 1957 il reggimento fu riorganizzato come 336º Reggimento fucilieri motorizzato delle guardie, e successivamente distaccato dalla divisione e assegnato alla specializzazione della fanteria di marina. Il 7 giugno 1963 venne ribattezzato 336º Reggimento autonomo fanteria di marina delle guardie e trasferito presso l'attuale sede di Baltijsk. Il 20 novembre 1979 fu elevato al rango di brigata.

### Federazione Russa

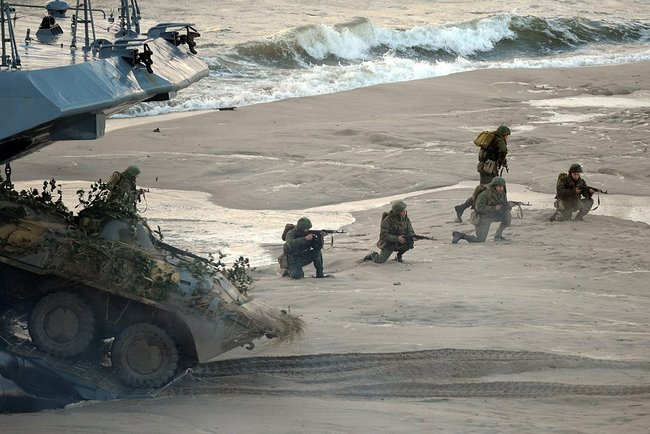
Unità da sbarco della 336ª Brigata in addestramento, settembre 2013.

La brigata è stata ereditata dalla Russia in seguito allo scioglimento dell'Unione Sovietica. Fra gennaio e giugno 1995 ha preso parte alla prima guerra cecena, inviando due battaglioni. Dopo la difficile situazione di guerra urbana creatasi dopo l'assalto di Capodanno di Groznyj è stato dispiegato l'879º Battaglione d'assalto aereo, che da Mozdok ha raggiunto Groznyj l'11 gennaio, rilevando le unità del 104º e 137º Reggimento paracadutisti che avevano subito pesanti perdite presso il palazzo presidenziale. Il 4 marzo il battaglione è stato ritirato dalla zona di combattimento, dopo aver perso 26 morti e 70 feriti. Il 5 maggio l'877º Battaglione fanteria di marina è arrivato in Cecenia, dove ha preso parte alla cattura delle città di Šali e Vedeno. Il 23 giugno è tornato in Russia. Durante i 53 giorni di permanenza nel teatro operativo ha subito perdite pari a 20 morti e 51 feriti.
Personale della brigata ha preso parte alla guerra civile siriana nel 2015.

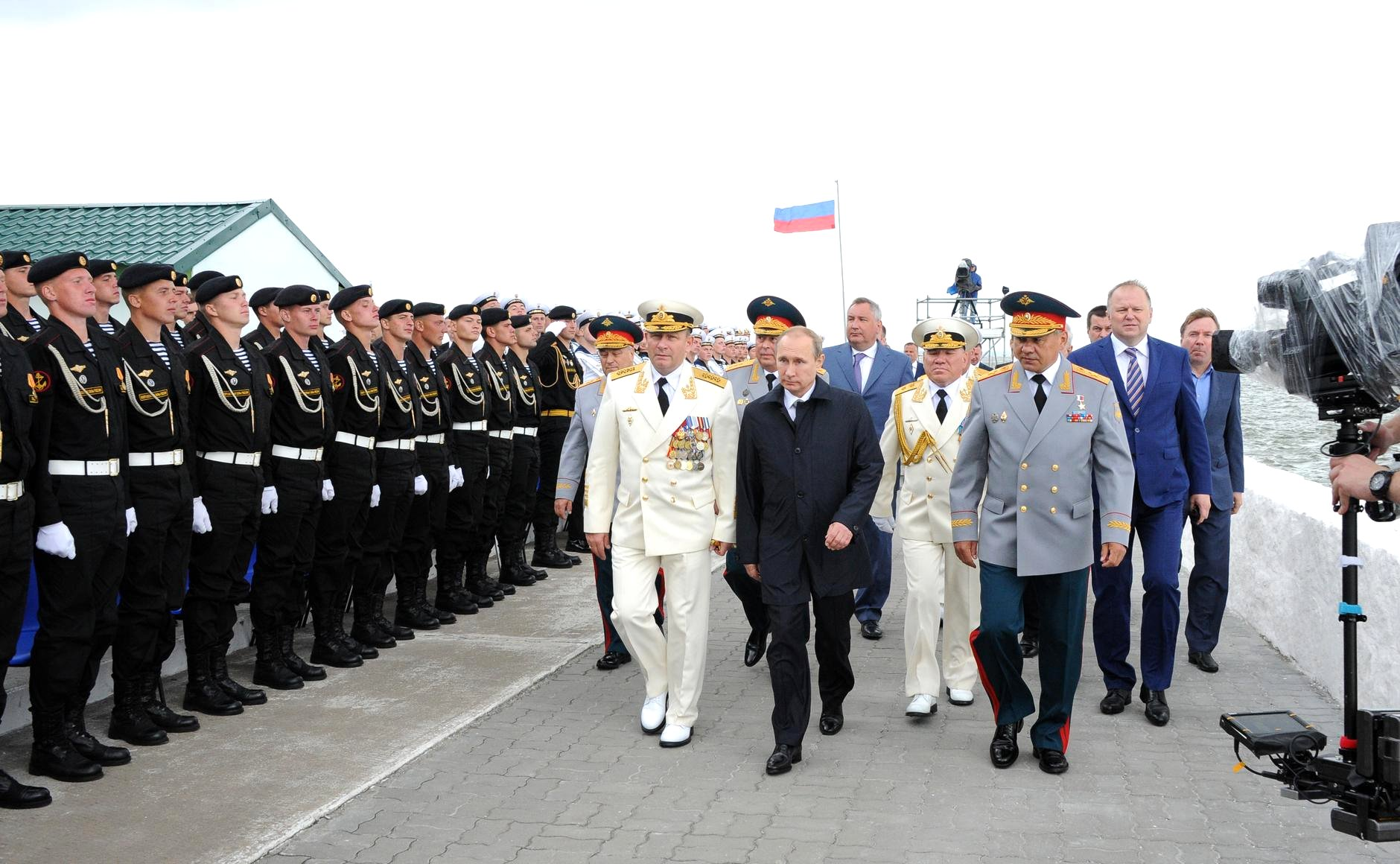
Il presidente russo Vladimir Putin visita la sede della brigata a Baltijsk in occasione della Giornata della Marina il 26 luglio 2015.

A partire dal 24 febbraio 2022 un gruppo tattico di battaglione della brigata è stato impiegato durante l'invasione russa dell'Ucraina, avanzando dalla Crimea e occupando l'oblast' di Cherson. Il secondo giorno di guerra è rimasto ucciso in combattimento il comandante di un battaglione di artiglieria dell'unità, maggiore Dmitrij Bukatin. A partire da aprile la brigata ha preso parte alla battaglia di Mariupol', dove ha subito gravi perdite. Successivamente è stata schierata nell'area di Popasna, avanzando in direzione sud alla fine di maggio. Durante questi scontri sono stati uccisi in azione il capo di stato maggiore e il commissario politico della brigata, colonnello Ruslan Širin e tenente colonnello Aleksandr Kuvšinov, rispettivamente il 28 maggio e il 25 giugno. Nel corso del 2022 ha continuato a operare nelle regioni di Donec'k e di Zaporižžja. Il 22 luglio le forze ucraine hanno colpito un posto comando della brigata presso Svjatotroïc'ke, uccidendo fra gli altri numerosi ufficiali. Il 4 novembre è stata insignita dell'Ordine di Žukov. Con l'inizio della controffensiva ucraina nel giugno 2023 la brigata è stata schierata a sud del saliente di Velyka Novosilka. Nel mese di luglio è rimasta di riserva nelle retrovie. Ad agosto, in seguito all'avanzata ucraina e alla cattura di Staromajors'ke, è stata invece impiegata attivamente al fronte in supporto della 60ª e della 37ª Brigata fucilieri motorizzata nella difesa di Urožajne. Tutte e tre le unità hanno subito numerose perdite e sono state costrette ad abbandonare il villaggio. La brigata è stata successivamente utilizzata durante la difesa della linea fortificata presso Staromlynivka, dove è rimasta schierata fra l'autunno del 2023 e la primavera del 2024, limitandosi a combattimenti posizionali. In seguito alla conquista di Vuhledar da parte delle forze russe la brigata è tornata attiva, venendo impiegata in combattimento nell'area a nordovest della città a partire da novembre. Durante l'inverno è rimasta in riserva, finché alla fine di maggio 2025 è stata trasferita nella regione di Donec'k, dove ha preso d'assalto il villaggio di Komar.

## Struttura
- Comando di brigata
- 877º Battaglione fanteria di marina (unità militare 81282)
- 879º Battaglione d'assalto aereo (unità militare 81280)
- 884º Battaglione fanteria di marina (unità militare 16140)
- 1592º Battaglione artiglieria semovente
- 1612º Battaglione artiglieria semovente (unità militare 63962)
- 1618º Battaglione artiglieria missilistica contraerei (unità militare 70198)
- 724º Battaglione ricognizione (unità militare 49418)
- Battaglione genio
- Compagnia comunicazioni
- Compagnia manutenzione
- Compagnia logistica
- Compagnia medica
- Plotone comando
- Plotone difesa NBC

## Comandanti

### Unione Sovietica
- Tenente colonnello K. Michalëv (1942)
- Colonnello Andrej Čamov (1942-1944)
- Colonnello Luka Koval' (1944)
- Colonnello Nikolaj Matveev (1944) †[1]
- Colonnello Pëtr Novickij (1944-1945)
- Colonnello Aleksej Kuzovskij (1945-1949)
- Colonnello I. Terëchin (1949-1952)
- Colonnello A. Levčenko (1952-1956)
- Colonnello V. Tulub'ev (1956-1957)
- Colonnello V. Erëmenko (1957-1963)
- Colonnello P. Šapranov (1963-1967)
- Colonnello A. Laletin (1967-1971)
- Colonnello V. Gorochov (1971-1974)
- Colonnello M. Solomenik (1974-1978)
- Colonnello A. Šeregeda (1978-1979)
- Colonnello V. Govorov (1979-1982)
- Colonnello A. Šeregeda (1982-1984)
- Colonnello Aleksandr Otrakovskij (1984-1990)

### Federazione Russa
- Colonnello Evgenij Kočeškov (1990-1995)
- Colonnello N. Artamonov (1995-1999)
- Colonnello Aleksandr Darkovič (1999-2002)
- Colonnello Andrej Guščin (2003-2006)
- Colonnello Oleg Daržapov (2006-2009)
- Colonnello Jurij Bojčenko (2009-2013)
- Colonnello A. Anosov (2013-2016)
- Colonnello Andrej Lazutkin (2016-2021)[30]
- Colonnello Igor' Kolmykov (2021-in carica)